# Punta de la Miranda
La punta de la Miranda és una muntanya de 442 metres que es troba al municipi d'Alfara de Carles, a la comarca catalana del Baix Ebre. Al damunt hi havia un dels punts forts que vigilaven el pas per la vall de la Servera.